# Col·legi de Grau i de Gras
El Col·legi de Grau i de Gras és un edifici de Benifallet (Baix Ebre) protegit com a bé cultural d'interès local.

## Descripció
Aquest edifici, que fa cantonada, consta d'una planta baixa amb pati interior obert, un primer pis (on es troba la biblioteca i la seu del Club de Futbol local), i les golfes. Té planta en forma de U. La planta baixa és porticada amb arcades de mig punt, excepte en la part frontal del pati, on les arcades són en carpanell, tant en les de la planta baixa com en les balustrades del primer pis. El braç més llarg de la construcció està ocupat per l'antic convent i per l'església d'aquest mateix, de qui és l'espai que es pot veure des del carrer.
Els materials constructius emprats són carreus de pedra i fusta. La superfície interior o del pati presenta una decoració sòbria, lineal, amb esgrafiat. Les cobertes són teulades de doble vessant.

## Història
Com ja assenyalen les làpides presents en l'edifici, aquesta fundació feta per Na. Magdalena de Grau i de Gras estava destinada a ser un col·legi per a noies, dirigit per monges de l'ordre de l'anunciata, que tenien el seu convent en el mateix edifici. Va funcionar com a tal fins abans de la Guerra Civil, moment en què restà abandonat.
Des del 1974 pertanyia al Bisbat de Tortosa que va cedir-lo al municipi durant 29 anys. El 15 de gener de 2019, finalitzada la cessió, el Bisbat va posar-lo a la venda i l'any 2020 va passar a ser propietat municipal. Actualment hi ha diverses dependències treballant dins l'edifici: lloc de reunió del Club de Futbol del poble, biblioteca "Santiago Rusiñol" de la Xarxa de biblioteques de la Generalitat de Catalunya (Diputació de Tarragona), el servei de Correus i el consultori mèdic.
Sobre l'entrada hi ha una inscripció on es pot llegir: «D.O.M. / "COLEGIO DE GRAU Y DE GRAS" / FUNDADO POR EL ALBACEAZGO / DE LA ILUSTRE SEÑORA / DOÑA MAGDALENA DE GRAU Y DE GRAS / AÑO MCMXIII».